# Hannoverscher Sportverein von 1896 1978-1979
Questa voce raccoglie le informazioni riguardanti l'Hannoverscher Sportverein von 1896 nelle competizioni ufficiali della stagione 1978-1979.

## Stagione
Nella stagione 1978-1979 l'Hannover, allenato da Toni Burghardt, concluse il campionato di 2. Bundesliga al 15º posto. In Coppa di Germania l'Hannover fu eliminato al secondo turno dall'Alemannia Aquisgrana.

## Rosa
| N. |                     | Ruolo | Calciatore        |
| -- | ------------------- | ----- | ----------------- |
|    | Germania (bandiera) | P     | Dieter Bendix     |
|    | Germania (bandiera) | P     | Heinz Blasey      |
|    | Germania (bandiera) | P     | Wolfgang Hillmann |
|    | Germania (bandiera) | D     | Peter Anders      |
|    | Germania (bandiera) | D     | Georg Damjanoff   |
|    | Germania (bandiera) | D     | Uwe Kathmann      |
|    | Germania (bandiera) | D     | Horst Kinkeldey   |
|    | Germania (bandiera) | D     | Rainer Scholz     |
|    | Germania (bandiera) | D     | Bernd Vesely      |
|    | Germania (bandiera) | D     | Ulf Winskowsky    |
|    | Germania (bandiera) | C     | Klaus Grässle     |
|    | Germania (bandiera) | C     | Hans-Georg Kulik  |

| N. |                     | Ruolo | Calciatore             |
| -- | ------------------- | ----- | ---------------------- |
|    | Germania (bandiera) | C     | Heiko Mertes           |
|    | Germania (bandiera) | C     | Michael Pyka           |
|    | Germania (bandiera) | C     | Theodor Rieländer      |
|    | Germania (bandiera) | C     | Jürgen Stoffregen      |
|    | Grecia (bandiera)   | C     | Johan Tsakliotis       |
|    | Germania (bandiera) | A     | Eckhard Deterding      |
|    | Germania (bandiera) | A     | Udo Fidorra            |
|    | Germania (bandiera) | A     | Hans-Werner Kornacker  |
|    | Senegal (bandiera)  | A     | George Sagna           |
|    | Germania (bandiera) | A     | Dieter Schatzschneider |
|    | Germania (bandiera) | A     | Günter Volkmer         |

## Organigramma societario
Area tecnica
- Allenatore: Toni Burghardt
- Allenatore in seconda:
- Preparatore dei portieri:
- Preparatori atletici:

## Calciomercato

### Sessione estiva
| Acquisti | Acquisti               | Acquisti         | Acquisti |
| R.       | Nome                   | da               | Modalità |
| -------- | ---------------------- | ---------------- | -------- |
| P        | Heinz Blasey           | Rot-Weiss Essen  |          |
| A        | Eckhard Deterding      | Baunatal         |          |
| A        | Udo Fidorra            | Hannover 96 II   |          |
| C        | Theodor Rieländer      | Bayer Leverkusen |          |
| A        | Dieter Schatzschneider | OSV Hannover     |          |
| D        | Rainer Scholz          | Kickers Würzburg |          |
| C        | Jürgen Stoffregen      | Havelse          |          |
| A        | Günter Volkmer         | Hannover 96 II   |          |

| Cessioni | Cessioni         | Cessioni          | Cessioni |
| R.       | Nome             | a                 | Modalità |
| -------- | ---------------- | ----------------- | -------- |
| C        | Wolfgang Lüttges | Uerdingen 05      |          |
| A        | Jürgen Milewski  | Hertha Berlino    |          |
| C        | Frank Pagelsdorf | Arminia Bielefeld |          |
| C        | Herbert Poesger  | OSV Hannover      |          |
| D        | Rainer Stiller   | SV Lehrte         |          |
| A        | Bernd Wehmeyer   | Amburgo           |          |
| C        | Günter Wesche    | SC Langenhagen    |          |
| A        | Klaus Wunder     | Werder Brema      |          |

### Sessione invernale
| Acquisti | Acquisti     | Acquisti             | Acquisti |
| R.       | Nome         | da                   | Modalità |
| -------- | ------------ | -------------------- | -------- |
| C        | Heiko Mertes | Alemannia Aquisgrana |          |

| Cessioni | Cessioni | Cessioni | Cessioni |
| R.       | Nome     | a        | Modalità |
| -------- | -------- | -------- | -------- |

## Risultati

### 2. Bundesliga

#### Girone di andata
| Arbitro: | Barnick |

|                                                        |           |                                   |
| Rieländer 34’ Schatzschneider 50’ Anders 72’ Kulik 82’ | Marcatori | 45’ (rig.) Peter 67’ Wischniewski |

| Arbitro: | Uhlig |

|              |           |                     |
| de Vries 81’ | Marcatori | 60’ Schatzschneider |

| Arbitro: | Glasneck |

|                     |           |                                  |
| Schatzschneider 86’ | Marcatori | 57’, 69’ Meininger 75’ Klausmann |

| Arbitro: | Burgers |

|                     |           |                                                |
| Offermanns 22’, 51’ | Marcatori | 49’, 53’, 85’ (rig.) Schatzschneider 62’ Kulik |

| Arbitro: | Retzmann |

|                                      |           |                                     |
| Schilling 26’ Hansen 83’ Schmitz 86’ | Marcatori | 54’, 81’ Schatzschneider 70’ Anders |

| Arbitro: | Lins |

|                     |           |          |
| Schatzschneider 86’ | Marcatori | 11’ Mall |

| Arbitro: | Milkert |

|                   |           |                     |
| Anders 19’ (aut.) | Marcatori | 82’ Schatzschneider |

| Arbitro: | Kopka |

|                    |           |              |
| Schatzschneider 8’ | Marcatori | 14’ Mattsson |

| Berlino 1º ottobre 1978 9ª giornata | Wacker 04 Berlino | 0 – 0 referto | Hannover 96 | Sportplatz Wackerweg (1 800 spett.)\| Arbitro: \| Wahmann \| |
| Arbitro:                            | Wahmann           |               |             |                                                              |

| Arbitro: | Niemann |

|               |           |           |
| Deterding 27’ | Marcatori | 42’ Drews |

| Arbitro: | Assenmacher |

|                                                          |           |                                   |
| Gerresheim 13’ Bals 50’ (rig.) Scheer 58’ Brexendorf 78’ | Marcatori | 63’ Schatzschneider 70’ Rieländer |

| Arbitro: | Gathmann |

|                                               |           |                                |
| Schatzschneider 16’ (rig.) Rieländer 39’, 55’ | Marcatori | 3’ Ludwig 35’ Mödrath 82’ Bone |

| Arbitro: | Teichert |

|                              |           |           |
| Anders 5’ (aut.) Ziegler 11’ | Marcatori | 63’ Kulik |

| Arbitro: | Eschweiler |

|               |           |            |
| Rieländer 54’ | Marcatori | 11’ Wallek |

| Arbitro: | Zittrich |

|                               |           |           |
| Witt 34’ (rig.) Haltenhof 81’ | Marcatori | 55’ Kulik |

| Arbitro: | Heymann |

|           |           |          |
| Sagna 36’ | Marcatori | 66’ Gans |

| Arbitro: | Winkler |

|                                         |           |                              |
| Budde 68’, 78’ Koch 72’ Hayduk 80’, 84’ | Marcatori | 5’ Anders 26’, 82’ Rieländer |

| Arbitro: | Assenmacher |

|  |           |                             |
|  | Marcatori | 61’ Tune-Hansen 90’ Neumann |

| Arbitro: | Reichmann |

|           |           |            |
| Hermes 6’ | Marcatori | 62’ Mertes |

#### Girone di ritorno
| Arbitro: | Kindervater |

|                   |           |                      |
| Kosien 68’ (rig.) | Marcatori | 88’ (rig.) Rieländer |

| Arbitro: | Kasperowski |

|                     |           |  |
| Schatzschneider 41’ | Marcatori |  |

| Arbitro: | Kasperowski |

|                      |           |                       |
| Bartel 67’ Ehmke 69’ | Marcatori | 88’ Volkmer 89’ Sagna |

| Arbitro: | Eggers |

|                                                 |           |               |
| Volkmer 20’ Schatzschneider 39’, 53’ Scholz 42’ | Marcatori | 79’ Vogelsang |

| Arbitro: | Risse |

|                                       |           |  |
| Rieländer 8’, 56’ Schatzschneider 68’ | Marcatori |  |

| Arbitro: | Ohmsen |

|                          |           |          |
| Fraßmann 50’ Jürgens 87’ | Marcatori | 58’ Pyka |

| Arbitro: | Broska |

|                     |           |            |
| Schatzschneider 20’ | Marcatori | 76’ Stradt |

| Arbitro: | Gabor |

|                                          |           |  |
| Mostert 39’, 62’ Lüttges 44’ Raschid 88’ | Marcatori |  |

| Arbitro: | Waltert |

|                                |           |            |
| Grässle 6’ Schatzschneider 84’ | Marcatori | 69’ Racine |

| Arbitro: | Kohnen |

|                       |           |  |
| Kunkel 64’ Jakobs 85’ | Marcatori |  |

| Arbitro: | Mölm |

|            |           |  |
| Mertes 64’ | Marcatori |  |

| Arbitro: | Pauly |

|                                        |           |             |
| Linßen 30’ Mödrath 70’ Ludwig 72’, 88’ | Marcatori | 61’ Volkmer |

| Arbitro: | Osmers |

|                                   |           |              |
| Schatzschneider 15’ Rieländer 69’ | Marcatori | 25’ Gelsdorf |

| Arbitro: | Ahlenfelder |

|                                            |           |                          |
| Fleer 19’ Bebensee 53’ Behrends 59’ (rig.) | Marcatori | 12’ Mertes 70’ Deterding |

| Arbitro: | Malbranc |

|                                |           |                         |
| Schatzschneider 2’, 30’ (rig.) | Marcatori | 35’ Jordt 67’ Tönsfeldt |

| Arbitro: | Gathmann |

|                                           |           |                     |
| Wagner 30’ Hegekötter 36’ Schock 80’, 88’ | Marcatori | 17’ Schatzschneider |

| Arbitro: | Retzmann |

|                |           |                |
| Sagna 33’, 49’ | Marcatori | 9’, 30’ Hayduk |

| Arbitro: | Mölm |

|  |           |           |
|  | Marcatori | 87’ Sagna |

| Arbitro: | Fiene |

|  |           |                        |
|  | Marcatori | 23’ Hermes 42’ Pinkall |

### Coppa di Germania
| Arbitro: | Niemann |

|  |           |                                              |
|  | Marcatori | 63’ Schatzschneider 72’ Anders 76’ Rieländer |

| Arbitro: | Engelmann |

|                    |           |                               |
| Schatzschneider 3’ | Marcatori | 10’ Kehr 82’ Stradt 84’ Balke |

## Statistiche

### Statistiche di squadra
| Competizione      | Punti | In casa | In casa | In casa | In casa | In casa | In casa | In trasferta | In trasferta | In trasferta | In trasferta | In trasferta | In trasferta | Totale | Totale | Totale | Totale | Totale | Totale | DR  |
| Competizione      | Punti | G       | V       | N       | P       | Gf      | Gs      | G            | V            | N            | P            | Gf           | Gs           | G      | V      | N      | P      | Gf     | Gs     | DR  |
| ----------------- | ----- | ------- | ------- | ------- | ------- | ------- | ------- | ------------ | ------------ | ------------ | ------------ | ------------ | ------------ | ------ | ------ | ------ | ------ | ------ | ------ | --- |
| 2. Bundesliga     | 34    | 19      | 7       | 9       | 3       | 31      | 25      | 19           | 2            | 7            | 10           | 26           | 43           | 38     | 9      | 16     | 13     | 57     | 68     | -11 |
| Coppa di Germania | -     | 1       | 0       | 0       | 1       | 1       | 3       | 1            | 1            | 0            | 0            | 3            | 0            | 2      | 1      | 0      | 1      | 4      | 3      | +1  |
| Totale            | 34    | 20      | 7       | 9       | 4       | 32      | 28      | 20           | 3            | 7            | 10           | 29           | 43           | 40     | 10     | 16     | 14     | 61     | 71     | -10 |

### Andamento in campionato
| Giornata  | 1 | 2 | 3 | 4 | 5 | 6 | 7 | 8 | 9 | 10 | 11 | 12 | 13 | 14 | 15 | 16 | 17 | 18 | 19 | 20 | 21 | 22 | 23 | 24 | 25 | 26 | 27 | 28 | 29 | 30 | 31 | 32 | 33 | 34 | 35 | 36 | 37 | 38 |
| --------- | - | - | - | - | - | - | - | - | - | -- | -- | -- | -- | -- | -- | -- | -- | -- | -- | -- | -- | -- | -- | -- | -- | -- | -- | -- | -- | -- | -- | -- | -- | -- | -- | -- | -- | -- |
| Luogo     | C | T | C | T | T | C | T | C | T | C  | T  | C  | T  | C  | T  | C  | T  | C  | T  | T  | C  | T  | C  | C  | T  | C  | T  | C  | T  | C  | T  | C  | T  | C  | T  | C  | T  | C  |
| Risultato | V | N | P | V | N | N | N | N | N | N  | P  | N  | P  | N  | P  | N  | P  | P  | N  | N  | V  | N  | V  | V  | P  | N  | P  | V  | P  | V  | P  | V  | P  | N  | P  | N  | V  | P  |
| Posizione | 2 | 3 | 7 | 4 | 5 | 5 | 6 | 7 | 7 | 7  | 9  | 9  | 12 | 11 | 13 | 13 | 16 | 18 | 18 | 18 | 16 | 15 | 10 | 10 | 11 | 12 | 13 | 10 | 12 | 11 | 13 | 11 | 14 | 14 | 14 | 14 | 14 | 15 |

Legenda:

Luogo: C = Casa; T = Trasferta. Risultato: V = Vittoria; N = Pareggio; P = Sconfitta.

### Statistiche dei giocatori
| Giocatore          | 2. Bundesliga | 2. Bundesliga | 2. Bundesliga | 2. Bundesliga | Coppa di Germania | Coppa di Germania | Coppa di Germania | Coppa di Germania | Totale   | Totale | Totale      | Totale     |
| Giocatore          | Presenze      | Reti          | Ammonizioni   | Espulsioni    | Presenze          | Reti              | Ammonizioni       | Espulsioni        | Presenze | Reti   | Ammonizioni | Espulsioni |
| ------------------ | ------------- | ------------- | ------------- | ------------- | ----------------- | ----------------- | ----------------- | ----------------- | -------- | ------ | ----------- | ---------- |
| P. Anders          | 38            | 3             | 3             | 0             | 2                 | 1                 | 1                 | 0                 | 40       | 4      | 4           | 0          |
| D. Bendix          | 2             | 0             | 1             | 0             | 0                 | 0                 | 0                 | 0                 | 2        | 0      | 1           | 0          |
| H. Blasey          | 21            | 0             | 0             | 0             | 0                 | 0                 | 0                 | 0                 | 21       | 0      | 0           | 0          |
| G. Damjanoff       | 38            | 0             | 4             | 0             | 2                 | 0                 | 1                 | 0                 | 40       | 0      | 5           | 0          |
| E. Deterding       | 25            | 2             | 5             | 0             | 2                 | 0                 | 0                 | 0                 | 27       | 2      | 5           | 0          |
| U. Fidorra         | 2             | 0             | 0             | 0             | 0                 | 0                 | 0                 | 0                 | 2        | 0      | 0           | 0          |
| K. Grässle         | 18            | 1             | 1             | 0             | 1                 | 0                 | 0                 | 0                 | 19       | 1      | 1           | 0          |
| W. Hillmann        | 17            | 0             | 0             | 0             | 2                 | 0                 | 0                 | 0                 | 19       | 0      | 0           | 0          |
| U. Kathmann        | 1             | 0             | 0             | 0             | 0                 | 0                 | 0                 | 0                 | 1        | 0      | 0           | 0          |
| H. Kinkeldey       | 38            | 0             | 6             | 0             | 2                 | 0                 | 0                 | 0                 | 40       | 0      | 6           | 0          |
| H. Kornacker       | 3             | 0             | 0             | 0             | 0                 | 0                 | 0                 | 0                 | 3        | 0      | 0           | 0          |
| H. Kulik           | 36            | 4             | 5             | 0             | 2                 | 0                 | 0                 | 0                 | 38       | 4      | 5           | 0          |
| H. Mertes          | 18            | 3             | 0             | 0             | 0                 | 0                 | 0                 | 0                 | 18       | 3      | 0           | 0          |
| M. Pyka            | 13            | 1             | 1             | 0             | 1                 | 0                 | 0                 | 0                 | 14       | 1      | 1           | 0          |
| T. Rieländer       | 37            | 11            | 1             | 0             | 2                 | 1                 | 1                 | 0                 | 39       | 12     | 2           | 0          |
| G. Sagna           | 17            | 5             | 1             | 0             | 1                 | 0                 | 0                 | 0                 | 18       | 5      | 1           | 0          |
| D. Schatzschneider | 35            | 23            | 1             | 0             | 2                 | 2                 | 0                 | 0                 | 37       | 25     | 1           | 0          |
| R. Scholz          | 38            | 1             | 6             | 0             | 2                 | 0                 | 0                 | 0                 | 40       | 1      | 6           | 0          |
| J. Stoffregen      | 8             | 0             | 3             | 0             | 0                 | 0                 | 0                 | 0                 | 8        | 0      | 3           | 0          |
| J. Tsakliotis      | 3             | 0             | 0             | 0             | 0                 | 0                 | 0                 | 0                 | 3        | 0      | 0           | 0          |
| B. Vesely          | 3             | 0             | 0             | 0             | 0                 | 0                 | 0                 | 0                 | 3        | 0      | 0           | 0          |
| G. Volkmer         | 19            | 3             | 0             | 0             | 1                 | 0                 | 0                 | 0                 | 20       | 3      | 0           | 0          |
| U. Winskowsky      | 38            | 0             | 6             | 0             | 2                 | 0                 | 0                 | 0                 | 40       | 0      | 6           | 0          |